# Chicago Pile-3

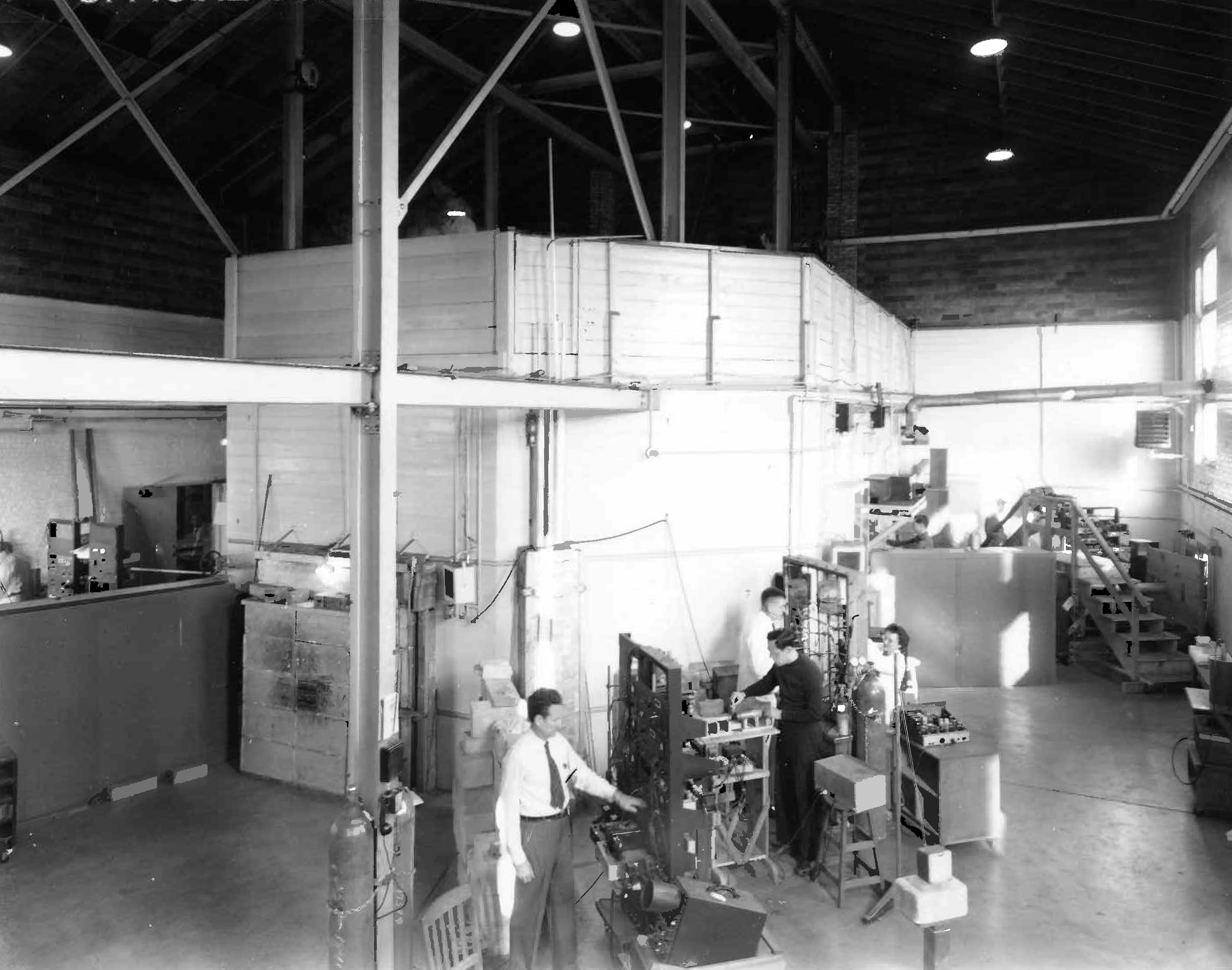
Il Chicago Pile-3

Il Chicago Pile-3 (CP-3) è stato il primo reattore nucleare ad acqua pesante pressurizzata al mondo realizzato nell'ambito del Progetto Manhattan al Sito A, una struttura di ricerca a circa dieci miglia fuori dalla città di Chicago. Fu disattivato nel 1954.
Il CP-3 era inizialmente alimentato con uranio naturale e utilizzava acqua pesante come moderatore di neutroni. Nel gennaio 1950 il reattore fu smantellato a causa del sospetto di corrosione del rivestimento in alluminio che circondava le barre di moderazione. Una volta smantellato, venne ricostruito, ribattezzato CP-3' (CP-3 prime) e riavviato nel maggio 1950 fino al 1954. Il reattore era autorizzato a funzionare fino a 300 kilowatt. Le due versioni del reattore furono utilizzate per studiare la fisica, separare i prodotti di fissione, recuperare il trizio dal litio irradiato e studiare il metabolismo dei radionuclidi negli animali da laboratorio.
Dopo che il reattore fu smantellato nel 1954, il carburante e l'acqua pesante furono spediti all'Oak Ridge National Laboratory, mentre i componenti come i tubi, le valvole e altri detriti di costruzione furono collocati nel guscio di contenimento del reattore che poi venne riempito con il cemento, per un peso totale di 730 tonnellate. Il sito di sepoltura si trova all'interno della Palos Forest Preserves a 12 metri di profondità. Un cippo storico commemora il sito del CP-3.